# Исаровка (Вологодская область)
Исаровка — упразднённая деревня в Никольском районе Вологодской области России.

## География
Урочище находится в юго-восточной части области, в подзоне южной тайги, в пределах возвышенности Северные Увалы, на левом берегу реки Исаровки, на расстоянии примерно 51 километра (по прямой) к юго-востоку от города Никольска, административного центра района. Абсолютная высота — 179 метров над уровнем моря.

### Климат
Климат характеризуется как умеренно континентальный. Среднегодовая температура воздуха — +3,6 °C. Средняя температура воздуха самого холодного месяца (января) — −13,8 °C, средняя температура самого тёплого (июля) — +16,8 °С. Продолжительность периода активной вегетации растений (со среднесуточной температурой воздуха выше 10 °C) составляет около 105—110 дней. Годовое количество атмосферных осадков составляет около 653 миллиметров, из которых большая часть выпадает в тёплый период. Устойчивый снежный покров держится в течение 165—168 дней.

## История
По состоянию на 1 января 1941 года входила в состав Завражского сельсовета. Действовал колхоз «Промысловский». Упразднена не позднее 1973 года.